# Kubok SSSR 1975
La Kubok SSSR 1975 fu la 34ª edizione del trofeo. Vide la vittoria finale dell'Ararat, al suo secondo titolo.

## Formula
Come nella stagione precedente la coppa fu organizzata su sei turni, ma da questa stagione si tornò a disputare su gare di sola andata, abbandonando la formula che prevedeva partite di andata e ritorno.
Al torneo parteciparono le 22 formazioni di Pervaja Liga 1975 e le 16 formazioni di Vysšaja Liga 1975: le prime entrarono in gioco quasi tutte nel primo turno, tranne sei che furono ammesse direttamente al secondo turno; le seconde partirono direttamente dal secondo turno con l'eccezione dello Spartak Mosca che entrò in scena agli ottavi e della Dinamo Kiev che l'anno precedente aveva vinto sia campionato che Coppa.
Al termine dei tempi regolamentari in caso di parità venivano disputati i supplementari; in caso di ulteriore parità si procedeva a battere i tiri di rigore.

## Primo turno
Le gare furono disputate il 16 marzo 1975.
| Squadra 1            | Risultato   | Squadra 2                |
| -------------------- | ----------- | ------------------------ |
| Kuzbass Kemerovo     | 0 – 1       | Zvezda Perm'             |
| Uralmaš              | 1 – 2       | Šinnik                   |
| Neftçi Baku          | 1 – 0       | T'orp'edo Kutaisi        |
| Tavrija              | 3 – 0       | Rubin                    |
| Spartak Ordžonikidze | 1 – 2       | Metalist                 |
| CSKA Pamir           | 2 – 0       | Spartak Nal'čik          |
| Metalurh Zaporižžja  | 2 – 1 (dts) | Spartak Ivano-Frankivs'k |
| Alga Frunze          | 2 – 1       | Kuban'                   |

## Secondo turno
Le gare furono disputate il 22 e il 23 marzo 1975.
| Squadra 1      | Risultato   | Squadra 2                |
| -------------- | ----------- | ------------------------ |
| Šinnik         | 2 – 1       | Čornomorec'              |
| Zvezda Perm'   | 1 – 0       | Šachtar                  |
| Dinamo Mosca   | [ 1 ]       | Alga Frunze              |
| Dinamo Minsk   | 0 – 1       | Zenit Leningrado         |
| CSKA Mosca     | 3 – 2       | Tavrija                  |
| Tavrija        | 1 – 0       | SKA Rostov               |
| Metalist       | 1 – 4       | Paxtakor                 |
| Qairat         | 3 – 0       | Torpedo Mosca            |
| Dinamo Tbilisi | 2 – 1       | Metalurh Zaporižžja      |
| Dnepr          | 1 – 2       | CSKA Pamir               |
| Nistru Kišinëv | 0 – 1 (dts) | Lokomotiv Mosca          |
| Karpaty        | 4 – 0       | Neftçi Baku              |
| Ararat         | 4 – 1       | Kryl'ja Sovetov Kujbyšev |

## Ottavi di finale
Le gare furono disputate il 5 e il 6 aprile 1975.
| Squadra 1        | Risultato       | Squadra 2      |
| ---------------- | --------------- | -------------- |
| Zvezda Perm'     | 0 – 0 (2-4 dcr) | Qairat         |
| Lokomotiv Mosca  | 2 – 1 (dts)     | Dinamo Mosca   |
| CSKA Pamir       | 0 – 0 (2-3 dcr) | Zorja          |
| Zenit Leningrado | 0 – 0 (2-4 dcr) | Dinamo Tbilisi |
| Šinnik           | 0 – 1           | CSKA Mosca     |
| Paxtakor         | 1 – 1 (5-4 dcr) | Spartak Mosca  |
| Ararat           | 1 – 0 (dts)     | Karpaty        |

## Quarti di finale
Le gare furono disputate il 2 e il 3 luglio 1975.
| Squadra 1       | Risultato       | Squadra 2   |
| --------------- | --------------- | ----------- |
| Paxtakor        | 0 – 0 (2-4 dts) | Zorja       |
| Lokomotiv Mosca | 1 – 1 (3-5 dts) | Ararat      |
| Dinamo Tbilisi  | 2 – 1 (dts)     | Dinamo Kiev |
| CSKA Mosca      | 3 – 0           | Qairat      |

## Semifinali
Le gare furono disputate il 16 luglio 1975.
| Squadra 1 | Risultato   | Squadra 2      |
| --------- | ----------- | -------------- |
| Zorja     | 3 – 1       | CSKA Mosca     |
| Ararat    | 2 – 1 (dts) | Dinamo Tbilisi |

## Finale
| Mosca 9 agosto 1975, ore ?:?                                              | Ararat    | 2 – 1 referto | Zarja | Stadio Centrale Lenin (70000 spett.) |
| \| \| \| \| \| Andreasyan 14’ Margarov 43’ \| Marcatori \| 8’ Kuznecov \| |           |               |       |                                      |
|                                                                           |           |               |       |                                      |
| Andreasyan 14’ Margarov 43’                                               | Marcatori | 8’ Kuznecov   |       |                                      |